# Algemeen klassement
Het algemeen klassement is in de wielersport het belangrijkste klassement in een meerdaagse wedstrijd. De winnaar van het algemeen klassement wordt gekroond tot de winnaar van de wedstrijd. Tegenwoordig is het algemeen klassement vrijwel altijd een klassement op basis van tijd. Van elke renner worden de tijden van elke etappe opgeteld en de renner die alle etappes in de minste tijd heeft afgelegd, staat bovenaan in het algemeen klassement. Overigens kunnen in sommige wedstrijden bonificatieseconden worden verdiend die van iemands tijd worden afgetrokken.
De leider in het algemeen klassement krijgt de leiderstrui omgehangen. De bekendste leiderstruien zijn:
- De gele trui uit de Ronde van Frankrijk
- De roze trui uit de Ronde van Italië
- De rode trui uit de Ronde van Spanje

Gezien de iconische status van de gele trui uit de Ronde van Frankrijk hebben veel andere meerdaagse wedstrijden er ook voor gekozen om hun leiderstrui een gele kleur te geven. Dit is onder meer het geval voor Parijs-Nice, Critérium du Dauphiné, Internationaal Wegcriterium, Ronde van Romandië, Ronde van Californië, Ronde van Polen, Ronde van Zwitserland, Ronde van het Baskenland, Ronde van Portugal, Ronde van Beieren en de Ronde van Utah; in de Tour Down Under is de trui okergeel. Enkele uitzonderingen op deze regel zijn de Benelux Tour (lichtgroen), de Ronde van Catalonië (wit met groen), de Tirreno-Adriatico (azuurblauw) en de Ronde van België (blauw).
Algemeen klassement · Bergklassement · Combinatieklassement · Jongerenklassement · Ploegenklassement · Puntenklassement · Strijdlustklassement · Tussensprintklassement
 Blauwe trui ·   Bolletjestrui ·  Gele trui ·  Groene trui ·  Paarse trui ·  Rode trui ·  Roze trui ·  Witte trui ·  Zwarte trui ·  Regenboogtrui ·  Sterrentrui